# Bogusław Dauter
Bogusław Bronisław Dauter (ur. 19 lipca 1955 w Łukowie) – polski prawnik, sędzia Naczelnego Sądu Administracyjnego, w latach 1995–1997 podsekretarz stanu w Ministerstwie Sprawiedliwości, w latach 2011–2014 członek Państwowej Komisji Wyborczej.

## Życiorys
Syn Czesławy i Krzysztofa Dautera. Ukończył studia na Wydziale Prawa i Administracji Uniwersytetu Marii Curii-Skłodowskiej w Lublinie. Specjalizuje się w postępowaniu podatkowym i sądowo-administracyjnym, jak również w podatku dochodowym. Zawodowo orzekał jako sędzia, do 1995 był prezesem Sądu Wojewódzkiego w Siedlcach. W latach 1994–1995 był członkiem Krajowej Rady Sądownictwa. W 1993 kandydował bez powodzenia do Senatu w okręgu siedleckim z ramienia Niezależnego KW w Siedlcach, zajmując 4. miejsce na 23 kandydatów.
16 sierpnia 1995 premier Józef Oleksy mianował go podsekretarzem stanu w Ministerstwie Sprawiedliwości. Do jego kompetencji należały sprawy sądownictwa powszechnego, dla nieletnich oraz notariatu. Później został sędzią Naczelnego Sądu Administracyjnego. 18 sierpnia 2011 prezydent Bronisław Komorowski powołał go – z dniem 19 sierpnia – na członka Państwowej Komisji Wyborczej, gdzie zastąpił sędziego Jana Kacprzaka. Następnie w mediach pojawiły się zarzuty, iż w latach osiemdziesiątych wydawał wyroki na działaczy opozycji niepodległościowej. 28 lutego 2012 prokurator IPN zarządził o pozostawieniu sprawy bez dalszego biegu wobec nie stwierdzenia wątpliwości, co do zgodności oświadczenia lustracyjnego z prawdą.
1 grudnia 2014 wraz z siedmioma innymi członkami PKW zrzekł się funkcji pełnionej w Komisji.
Odznaczony Srebrnym Krzyżem Zasługi (1985) i Krzyżem Kawalerskim Orderu Odrodzenia Polski (2000).

## Publikacje
Jest autorem i współautorem licznych prac z zakresu postępowania sądowo-administracyjnego i prawa podatkowego, m.in.:
- Metodyka pracy sędziego sądu administracyjnego (ostatnie wydanie w 2023),
- Podatki i opłaty samorządowe w orzecznictwie Naczelnego Sądu Administracyjnego (2001)
- Wzory pism i orzeczeń w postępowaniu przed sądami administracyjnymi (ostatnie wydanie w 2013)[11].